# Sorgum
Sorgum là một chi thực vật có hoa trong họ Hòa thảo (Poaceae).

## Loài
Chi Sorgum gồm các loài: